# Glide (Oregon)
Glide és una concentració de població designada pel cens dels Estats Units a l'estat d'Oregon. Segons el cens del 2000 tenia 1.690 habitants.

## Demografia
Segons el cens del 2000, Glide tenia 1.690 habitants, 624 habitatges, i 484 famílies. La densitat de població era de 64,6 habitants per km².
Dels 624 habitatges en un 36,1% hi vivien nens de menys de 18 anys, en un 65,9% hi vivien parelles casades, en un 7,4% dones solteres, i en un 22,4% no eren unitats familiars. En el 18,1% dels habitatges hi vivien persones soles el 6,9% de les quals corresponia a persones de 65 anys o més que vivien soles. El nombre mitjà de persones vivint en cada habitatge era de 2,71 i el nombre mitjà de persones que vivien en cada família era de 3,06.
Per edats la població es repartia de la següent manera: un 28,6% tenia menys de 18 anys, un 6,2% entre 18 i 24, un 25,4% entre 25 i 44, un 27,7% de 45 a 60 i un 12,2% 65 anys o més.
L'edat mediana era de 39 anys. Per cada 100 dones de 18 o més anys hi havia 100,5 homes.
La renda mediana per habitatge era de 40.345 $ i la renda mediana per família de 45.313 $. Els homes tenien una renda mediana de 37.857 $ mentre que les dones 21.591 $. La renda per capita de la població era de 18.444 $. Aproximadament el 9,4% de les famílies i el 8% de la població estaven per davall del llindar de pobresa.

## Poblacions més properes
El següent diagrama mostra les poblacions més properes.